# Єфремов Сергій Олександрович
Сергі́й Олекса́ндрович Єфре́мов (6 [18] жовтня 1876, Пальчик, Звенигородський повіт, Київська губернія, Російська імперія, тепер Катеринопільського району Черкаської області — 31 березня 1939, Володимирська в'язниця ГУГБ, Владимир, Російська РФСР, СРСР) — український громадсько-політичний і державний діяч, літературний критик, історик літератури, академік Української академії наук (з 1919), віце-президент ВУАН (з 1922), дійсний член Наукового товариства імені Тараса Шевченка у Львові, публіцист, один із творців української журналістики.
Брав участь у розробці концепції української державності, української національної культури й освіти. Надрукував (загалом) близько десяти тисяч публіцистичних і наукових статей. Видав ряд монографічних нарисів, присвячених творчості Марко Вовчок, Тараса Шевченка, Івана Франка, Михайла Коцюбинського, Івана Нечуя-Левицького, Івана Карпенка-Карого, Панаса Мирного та інше.
Репресований 1930 року у результаті сфабрикованого радянською владою процесу Спілки визволення України. Посмертно реабілітований 1989 року.
Брат літературознавця Петра Єфремова та педагога й громадського діяча Федора Єфремова. Дядько військового діяча Сергія Єфремова.

## Життєпис

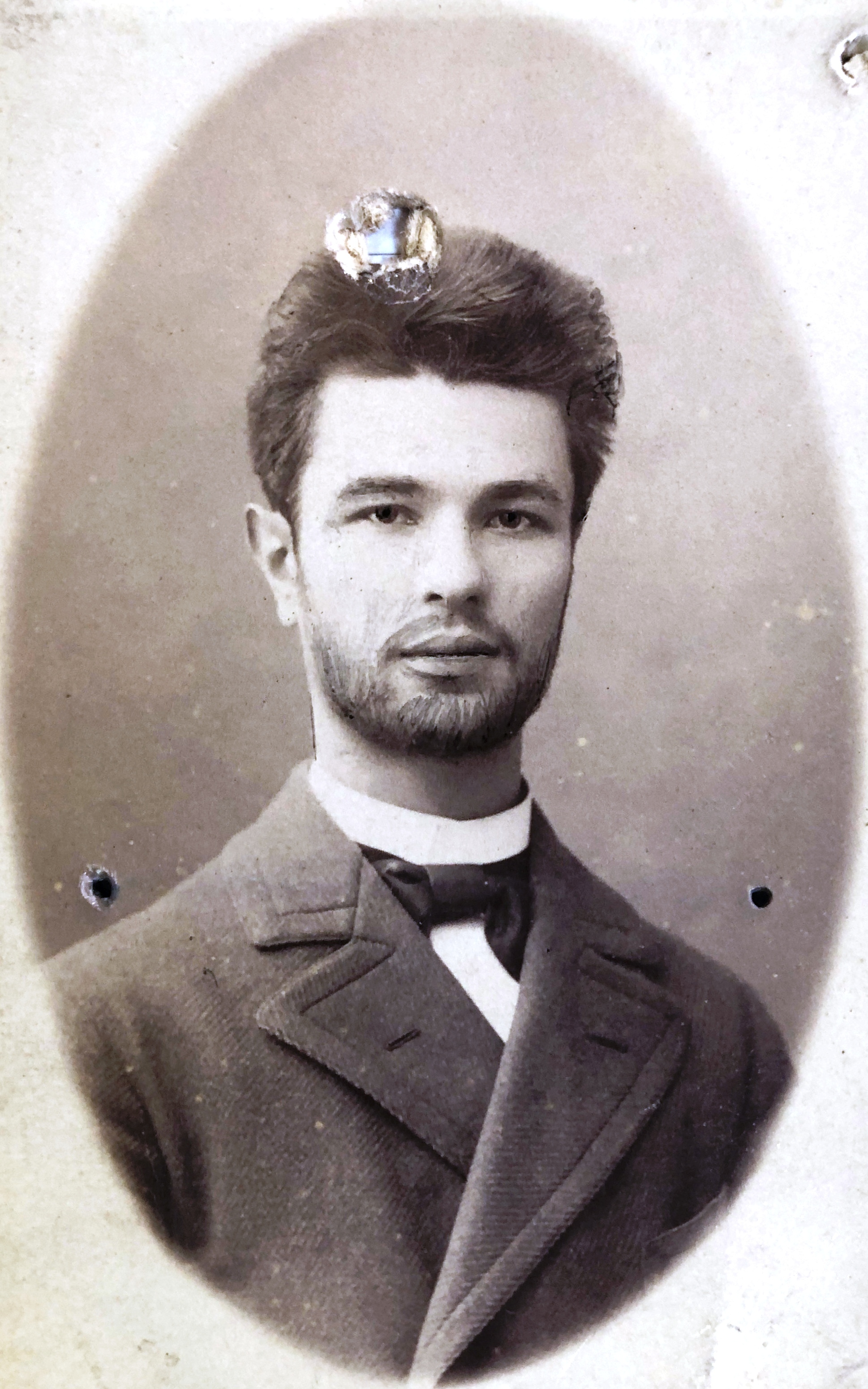
Сергій Єфремов, студент Університету св. Володимира, 1897 р.

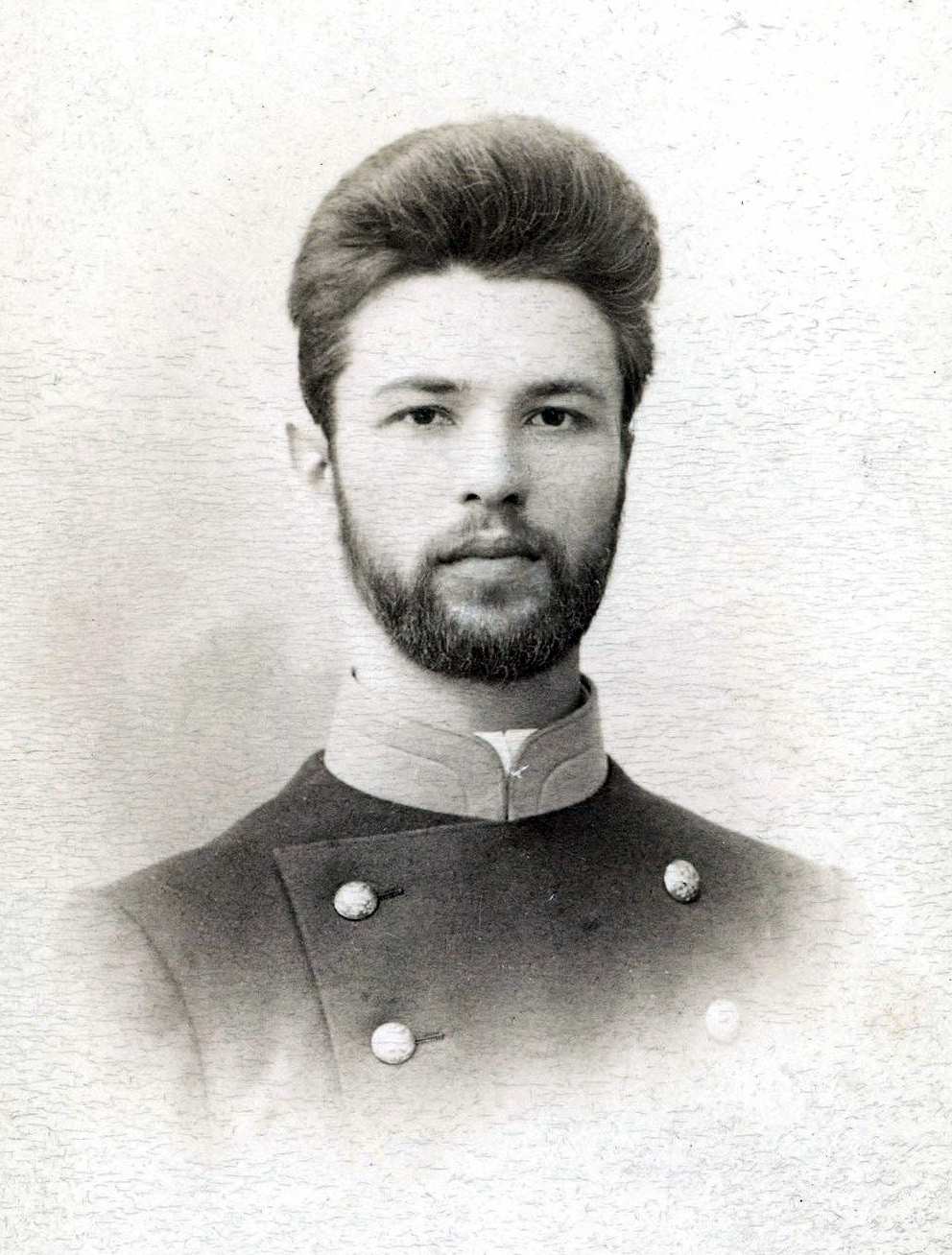
Сергій Єфремов, 1900

Народився 6 (18) жовтня 1876 року в селі Пальчику Звенигородського повіту Київської губернії (тепер Катеринопільський район Черкаської області, України) у родині священника Олександра Олексійовича Єфремова та Одарки Дмитрівни (до шлюбу Крамаренко). І батько, і мати походили зі священницьких родин. В 1862-му році Сергіїв батько, 23-х річний Олександр Єфремов одружився з 18-річною сиротою попереднього священика с. Пальчик Дмитра Крамаренка.
Рід Сергія Олександровича Єфремова належав до духовенства. Один з предків Сергія, щоб отримати парафію, мусив первісне прізвище Охріменко перелицювати на російське Єфремов (Охрім — Єфрем).
У 1891–1896 роках Сергій навчався в Київській духовній семінарії, згодом закінчив юридичний факультет Київського університету святого Володимира.

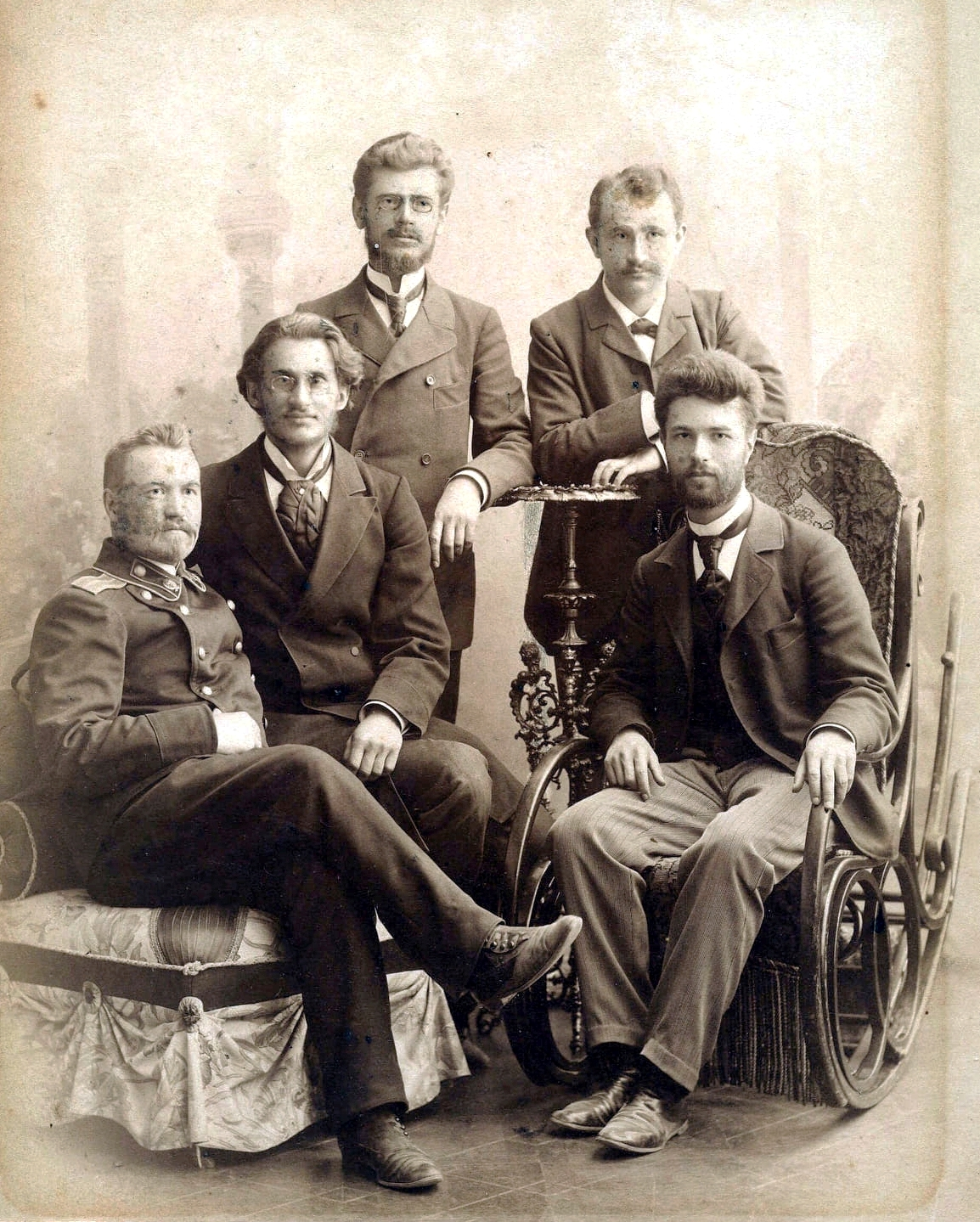
Світлина гурту «віківців». Сидять (зліва направо): О. Лотоцький, В. Доманицький, С. Єфремов. Стоять: Ф. Матушевський, В. Дурдуківський. Київ, початок 1900-х рр.

Політичну діяльність розпочав у студентські роки, ставши членом Загальної української безпартійної демократичної організації. Наприкінці 1904 року разом із Б. Грінченком, М. Левицьким, Ф. Матушевським та іншими створив Українську радикальну партію, яка в 1905 році за його ініціативою об'єдналася з Українською демократичною партією, отримавши назву Українська демократично-радикальна партія. 1905 року очолив роботу зі створення Української селянської спілки та підготовки Всеукраїнського селянського з'їзду. Наступного року за інціативи С. О. Єфремова та інших була утворена Всеукраїнська учительська спілка (ВУУС) — професійно-політична українська організація вчителів і діячів народної освіти. 1908 року став одним із засновників і активним діячем Товариства українських поступовців. Співпрацював із багатьма українськими періодичними виданнями: «Зоря», «Правда», «Записки НТШ», «Киевская старина», «Літературно-науковий вістник», «Рада», «Нова Рада», «Україна», «Украинская жизнь» та ін. Друкував у них статті публіцистичного й історико-літературного характеру. У 1895—1918 роках — один із засновників видавництва «Вік».
Був одним з 82-х відомих літераторів і громадських діячів, що підписали опублікований у зв'язку зі «справою Бейліса» (1911) протест «До російського суспільства (з приводу кривавого наклепу на євреїв)», складений Володимиром Короленком (поруч з Михайлом Грушевським, Володимиром Вернадським, О. І. Купріним, З. Н. Гіппіус, Д. C. Мережковським, О. Блоком, Максимом Горьким, Ф. Сологубом, Л. Андрєєвим, Вячеславом Івановим та ін). Загалом, Сергій Єфремов завжди виступав у своїй публіцистиці із рішучим засудженням ксенофобії й антисемітизму, зокрема, з приводу чого був розкритикований деякими відомими українськими діячами — Оленою Пчілкою, М. Міхновським, Д. Донцовим та ін.

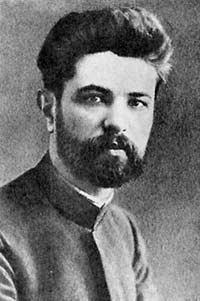
Сергій Єфремов

Єфремов засуджує українофобів, критики також відзначають, що він «гостро і справедливо засуджував грубу й неоковирну українофобську, русифікаторську політику російської військової адміністрації на окупованих західноукраїнських землях», що здійснювалась в часи Першої світової війни.

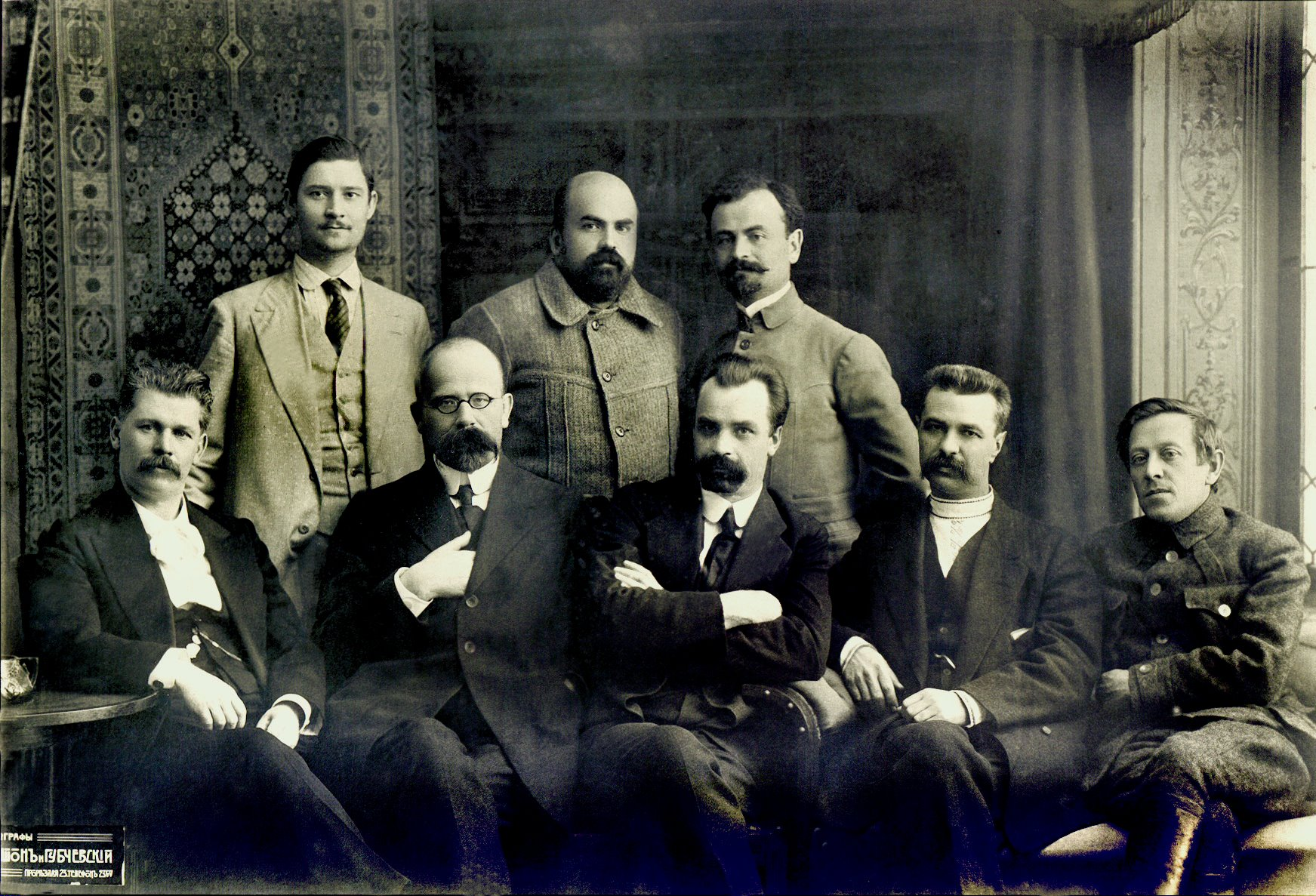
Перший Генеральний секретаріат Української Центральної Ради. 1917 р.
Стоять (зліва направо): Павло Христюк, Микола Стасюк, Борис Мартос
Сидять (зліва направо): Іван Стешенко, Христофор Барановський, Володимир Винниченко, Сергій Єфремов, Симон Петлюра

За гострі публіцистичні виступи на захист української національної культури й політичних свобод у дореволюційний період його неодноразово заарештовувала російська влада. У березні 1917 увійшов до складу Української Центральної Ради, а в квітні 1917 на Українському Національному Конгресі обраний заступником голови УЦР і членом Малої Ради. Після створення 15 червна 1917 року першого українського уряду — Генерального Секретаріату УЦР-УНР займав у ньому посаду Генерального секретаря міжнаціональних справ. Саме Сергій Єфремов запропонував і використав назву Українська Народна Республіка, тому вважається «хрещеним батьком» УНР.
З вересня 1917 очолював Українську партію соціалістів-федералістів. З квітня 1918 до травня 1920 року офіційних посад не обіймав.
Коли Київ узяли червоні війська Юрія Коцюбинського, Єфремов написав йому відкритого листа, який називався «Лист без конверта» (його наведено в роботі Єфремова «Під обухом. Більшовики в Києві»): «Твій батько зараз перевертається в труні!».
Єфремов гостро розкритикував Прихід Павла Скоропадського до влади у квітні 1918 р. Він сприйняв цю подію як узурпацію влади, відхід від здобутків революції, реванш дореволюційної реакції та прихід маріонеткової влади. Було призупинено видавництво «Нової ради» з 30 квітня по 9 червня. В першому червневому випуску Єфремов розкритикував переворот а про гетьмана написав: «Його політика неодмінно має бути чужою для України і, з багатьох поглядів, явно ворожою її інтересам»
Зі встановленням радянської влади в Україні змушений перейти на нелегальне становище й переховуватися. Восени 1919 року на прохання Української академії наук Єфремова було амністовано. Позбавлений можливості займатися активною політичною діяльністю, Єфремов проводив велику наукову й науково-організаційну роботу. Будучи віце-президентом (1922—1928) і головою Управи (1924—1928) Української Академії Наук, очолював низку наукових товариств і комісій, наприклад, Комісію для видання пам'яток новітнього письменства України, Комісію для складання біографічного словника діячів України, Історико-літературне товариство при УАН та інші.

Брати Єфремови (зліва направо) — Федір, Сергій, Петро. Київ, 1925 р.

У жовтні 1921 брав участь у Першому Всеукраїнському Церковному Соборі, який підтвердив автокефалію Української православної церкви.

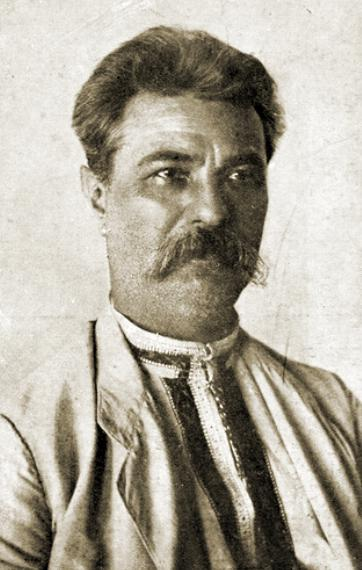
Сергій Єфремов. Середина 20-х років.

Залишаючись непримиренним противником більшовицького режиму, Єфремов, на думку певних кіл української діаспори (Наталія Павлушкова (сестра Миколи Павлушкова), В. Плющ та ін.), в 1920—1928 роках створив і очолив діяльність таємних опозиційних організацій Братство української державності і Спілку визволення України (СВУ), які послідовно відстоювали ідею української державності. Однак відкриті з розпадом СРСР архівні дані засвідчили, що ці організації були вигадані ДПУ для легітимізації репресій над українською інтелігенцією.
Наприкінці 1928 року, відчуваючи, що влада розправиться з ним, Сергій Єфремов написав у щоденнику: «Каятись не буду, отже перспектива виявляється: мандрівочка, і мабуть неблизька, пахне». 21 липня 1929 в Києві Єфремова заарештували й звинуватили в організації та керівництві СВУ. У квітні 1930 засуджений до 10-річного ув'язнення з суворою ізоляцією. Перші 7 років ув'язнення відбував у Ярославському політізоляторі, потім його переведено до Володимирської тюрми.
Загинув 10 березня 1939 року (за три місяці до закінчення терміну покарання) у Володимирській в'язниці ГУДБ у російському м. Володимир.
Пленум Верховного суду УРСР 11 серпня 1989 року реабілітував Сергія Єфремова разом з усіма, засудженими у справі СВУ, оскільки в його діях не виявлено складу злочину.

## Літературна діяльність

### Погляди
Єфремов був одним із найвидатніших представників неонародництва в українській літературі. Він вважав, що однією з провідних ідей в історії української літератури завжди була «визвольно-національна ідея».
Вже в своїй першій програмній статті «В пошуках нової краси» Єфремов утверджує утилітарність літератури й, відповідно, певну несвободу митця, який мусить виконувати свій громадський обов'язок. Цих ідей він, загалом, дотримувався протягом усього життя.
Критики неодноразово вказували на те, що на світогляд Єфремова надзвичайно сильний вплив мали російські народники: Добролюбов, Писарев та Михайловський, а також — Бєлінський.
На думку Богдана Рубчака, література для Єфремова — «центральна суспільна інституція», а її завдання — «висловлювати критичну настанову до явищ життя, які завжди у Єфремова звужуються до явищ суспільства».
Був противником модернізму. Також негативно відгукувався про натуралізм та міфологізм у літературі. Надавав формі літературного твору другорядного значення, оскільки. за словами Г. Грабовича література для нього існувала з певною метою, а не сама по собі, а тому «естетичне розуміння літератури, „постулат краси“, Єфремову ніяк не промовляє», натомість шукаючи у ньому соціальної студії.
Для його праць властивий біографічний та соціологічні методи, а у його світогляді позитивізм поєднувався з елементами геґельянства. На думку Богдана Рубчака, це поєднання «романтичного визчення душі народу з позитивістсько-детерміністським твердженням про безпосередню залежність письменника від свого оточення». Близький до концепції «критичного реалізму», Єфремов шукав у творах "здорової та оптимістичної ідеології демократичного гуманізму, що вимагає описувати життя не таким, яким воно є, а таким, яким воно має бути. На його думку, реалізм — органічний, природний напрям для української літератури, «єдиний можливий засіб демократичного світогляду»..
На думку Григорія Грабовича, є підстави розглядати літературну концепцію Єфремова як своєрідну предтечу соцреалізму.

### Доробок
Єфремов — автор монографічних нарисів про видатних українських письменників:
- «Марко Вовчок» (1907),
- «Тарас Шевченко» (1914),
- «Співець боротьби і контрастів» (1913) (у виданні 1926 — «Іван Франко»),
- «Михайло Коцюбинський» (1922),
- «Іван Нечуй-Левицький», «Іван Карпенко-Карий» (1924),
- «Панас Мирний» (1928) та ін.

Одним з найвизначніших досягнень С. Єфремова стала праця в галузі наукового шевченкознавства і, зокрема, видання «Щоденника» і «Листування» Т. Г. Шевченка (1927—1928) — томів III і IV із запланованого зібрання творів Кобзаря, так і не завершеного внаслідок репресій. Історико-літературні погляди Єфремова найповніше представлені в його фундаментальній праці «Історія українського письменства» (1911).
Крім того, серед найважливіших статтей Єфремова:
- В пошуках нової краси (1903)
- На переломі (1910)
- Поезія всепрощення (1912)
- Без синтезу (1912; 1923)
- Страчене життя (1925)
- Без хліба. Проблема голоду в українському письменстві (1927)

### Рецепція доробку
Літературно-критична діяльність Сергія Єфремова отримувала дуже різні оцінки. Вже його перша велика публікація «В пошуках нової краси» спричинила скандал. Молодий критик, відстоюючи свої погляди, фактично «нападав» на письменників та письменниць (зокрема — на Ольгу Кобилянську)[джерело?]. Протягом своєї подальшої діяльності він, намагаючись «настановляти» письменників у їх роботі, нерідко вдавався до маніпулятивних тверджень[джерело?] (зокрема, в статтях про Володимира Винниченка).
Микола Євшан подав вкрай негативний портрет Єфремова у статті «Лицар темної ночи». Натомість Микола Зеров, попри засадничу незгоду з Єфремовим, визнавав важливість його внеску в розбудову літературного процесу. Так само і Михайло Рудницький, попри означений дилетантизм Єфремова, з часової віддалі визнає, що багато зауважень Єфремова супроти ранніх творів українського модернізму мали під собою підстави.
На думку Юрія Шевельова, саме від «Історії українського письменства» ростуть народницькі кліше щодо української літератури, про те, що всі письменники любили народ і співчували його стражданням.
Чи не найповнішу рецепцію доробку Єфремова запропонував Богдан Рубчак. На його думку, так чи інакше Єфремов — попри всю неоднозначність своїх літературних поглядів — залишив обширну спадщину, яку не можливо оминути.

### Літературніпсевдоніми,криптоніми
Часто підписував свої публіцистичні статті різними псевдонімами та криптонімами, особливо у пресі на початку ХХ ст. Серед них: Ромул, С. Є., Spectator, С. Охріменко, С. Ярошенко, Р. Дніпровенко, Сергій, С. Ситковецький, Липовчанин, Земець, С. Александрович, Киянин, Волосар, Гр. Лановий, П. Устяк та ін.

## Пам'ять
За часів незалежності в Україні видано лише п'ять книжок Сергія Єфремова, а київські адреси вченого ніяк не позначені на сучасній карті столиці.
Барельєф Єфремова міститься у вестибюлі Педагогічного музею (у колективній композиції, присвяченій діячам УНР) та персональна меморіальна дошка на жовтому корпусі Національного університету імені Шевченка (скульптор Р. М. Русин, архітектор О. К. Стукалов).
В місті Хмельницькому навчально-виховне об'єднання № 5 назване іменем Сергія Єфремова.
В рідному селі Пальчику вченому встановлений пам'ятник.
В багатьох населених пунктах України, в тому числі, у столиці, існують вулиці, названі на честь Сергія Єфремова.
Кабінетом Міністрів України 28 лютого 2018 р. засновано в числі академічних стипендій імені державних діячів першого українського уряду для студентів та курсантів закладів вищої освіти державної форми власності, які здобувають вищу освіту за освітнім рівнем магістра стипендію імені Сергія Єфремова (Українська мова і література).

## Тексти
- Книги С.Єфремова в Інтернет-архіві (Iefremov, Serhi, 1876—1939)
- Єфремов С. Історія українського письменства.
- Єфремов С. Щоденники. 1923—1929. [Архівовано 12 січня 2014 у Wayback Machine.] — К., 1997. — ISBN 966-95199-0-X.
- Єфремов С. Дорогою синтезу: огляд історіографії українського письменства.
- Єфремов С. Іван Нечуй-Левицький.
- Єфремов С. В тісних рямцях. Українська книга в 1798—1916 рр. [Архівовано 8 червня 2018 у Wayback Machine.]
- Єфремов С. Национальне питанє в Норвеґії. [Архівовано 22 січня 2020 у Wayback Machine.]
- Єфремов С. О. Шевченкознавчі студії / передм. Е. С. Соловей, упоряд. О. В. Меленчук. — К.: Україна, 2008. — 365 с.
- Дорошкевич О. Методологічна концепція в «Історії українського письменства» С. Єфремова / Ол. Дорошкевич. — Б. м. : Друк. ім. Фрунзе, 1931?. — 53 с. [Архівовано 27 вересня 2020 у Wayback Machine.]
- Єфремов С. Іван Левицький Нечуй / акад. С. Єфремов. — Б. м. : Слово, 1924. — 189, 2 с. : портр. [Архівовано 7 серпня 2020 у Wayback Machine.]
- Ефремов С. Украинская литература / Сергей Ефремовъ ; пер. с болг. Д. Шиштамов. — София: Печатница С. М. Стайковъ, 1919. — 128. — (Украинская библиотека ; № 2). [Архівовано 18 вересня 2020 у Wayback Machine.]
- Єфремов С. Панас Мирний: критич.-біогр. нарис / акад. С. Єфремов. — Київ: Слово, 19–?. — 251 с. [Архівовано 3 серпня 2020 у Wayback Machine.]
- Єфремов С. Новий документ до старих позвів / Сергій Єфремов. — Київ: ВІК, 1912. — 70 с. — (Наші справи ; № 17). [Архівовано 12 серпня 2020 у Wayback Machine.]
- Єфремов С. Коротка історія українського письменства / Сергій Єфремов. — Київ: Вид. т-во «Криниця», 1918. — 215 с. [Архівовано 19 вересня 2020 у Wayback Machine.]
- Єфремов С. Як люде прав собі добувають / С. Єфремов. — Вид. 3-тє. — Київ: Т-во «Криниця», 19–?. — 24 с. [Архівовано 10 серпня 2020 у Wayback Machine.]
- Єфремов С. Історія українського письменства / Сергій Єфремов. — Вид. 2-ге, без одмін. — Б. м. : Укр. учитель, 1911?. — 466, XIV, 2 с. : іл. [Архівовано 25 вересня 2020 у Wayback Machine.]
- Єфремов С. Історія українського письменства. Т. 1 / Сергій Єфремов. — Вид. 4-те, а одмінами й дод. — Київ ; Ляйпціг: Укр. накладня, 1924. — 445, 3 с. : іл. [Архівовано 28 вересня 2020 у Wayback Machine.]
- Єфремов С. Історія українського письменства. Т. 2 / Сергій Єфремов. — Вид. 4-те з одмінами й дод. — Київ ; Ляйпціг: Укр. накладня, 1919. — 456, 3 с. [Архівовано 1 жовтня 2020 у Wayback Machine.]
- Єфремов С. Іван Франко: критич.-біогр. нарис / акад. С. Єфремов. — 2-ге вид. з дод. — Київ: Слово, 1926. — 256 с. [Архівовано 29 січня 2019 у Wayback Machine.]
- Єфремов С. Тарас Шевченко, життя його та діла / написав Сергій Єфремов ; Т-во «Просвіта» у Київі. — Вид. 3-тє. — Київ: Друк. Т-ва «Час» у Київі, 1917. — 60 с. — (Серія життєписів ; № 25). [Архівовано 10 серпня 2020 у Wayback Machine.]
- Єфремов С. В тісних рямцях: укр. кн. в 1798—1916 рр. / С. Єфремов ; Укр. наук. ін-т книгознавства. — Київ: б. в., 1926. — 29, 1 с. [Архівовано 25 вересня 2020 у Wayback Machine.]
- Єфремов, С. Ідея українського журналу в Шевченка / С. Єфремов // Українська книга. — 1937. — Число 3. — С. 77-78. [Архівовано 10 серпня 2020 у Wayback Machine.]
- Єфремов, Сергій. Іван Тобілевич: біогр.-літ. нарис / Сергій Єфремов: Київ, 1910 (НБУ ім. Ярослава Мудрого). // Драми і комедії, 1910. — Т. 1. — Вид. 2-ге: Київ (НПБУ). [Архівовано 12 серпня 2020 у Wayback Machine.]
- Чехов Ант. Каштанка: оповідання / Ант. Чехов ; пер. С. Єфремова. — 3-тє вид. — Б. м.: Держ. вид-во України, 1929. — 48 с. [Архівовано 22 вересня 2020 у Wayback Machine.]